# Rodì Milici
Rodì Milici är en kommun i storstadsregionen Messina, innan 2015 i provinsen Messina, i regionen Sicilien i sydvästra Italien. Kommunen hade 2 048 invånare (2017).